# Walram von Naumburg
Walram († 12. April 1111) war von 1091 bis 1111 Bischof von Naumburg.

## Leben
Die Herkunft Walrams ist unbekannt. Er soll nach Arnold von Quedlinburg ein Bruder der beiden Grafen Atribo und Sizzo III. gewesen sein, was jedoch in Anbetracht moderner wissenschaftlicher Nachweismethodik, im Sinne der Hermeneutik des Johann Martin Chladni nicht zu belegen ist. Sicher scheint, dass sich Walram vor dem Beginn seiner Amtszeit als Bischof von Naumburg in der Nähe von Heinrich IV. befand und zuvor wohl Domherr in Bamberg war.
Er scheint sich an der Vermittlung zwischen der Ost- und Westkirche beteiligt zu haben und war ein Berater des Gegenpapstes Wibert. So scheint er auch das Vertrauen Heinrichs IV. erlangt zu haben, der ihn Anfang 1091 als Bischof von Naumburg einsetzte. Nach der Ordination durch Erzbischof Hartwig von Spanheim wurde er zum Vertreter des Kaisers in der Ostkirche berufen. 1105 wandte sich Walram mit den meisten anderen deutschen Bischöfen von Heinrich ab und kehrte zur päpstlichen Partei des Paschalis II. zurück, als Heinrich V. die Führung der Opposition gegen seinen Vater Heinrich IV. übernahm. Zu Heinrich V. trat er nachweisbar 1108 in Merseburg in persönlichen Kontakt und begleitete ihn auf seinem Zug nach Ungarn. Im Folgejahr traf er wieder in seinem Bistum ein.
Walram stand mit dem damals hoch angesehenen Anselm von Canterbury in brieflichem Kontakt und gab diesem auch Anregungen für seine Schriften. Als Bischof von Naumburg belehnte er Wiprecht von Groitzsch mit einer großen Anzahl von Hufen im Pleißenland um Borna; 1109 fügte er dem Stift Taucha am Rippach und seinem Bistum die Dörfer Nickelsdorf, Dobersdorf, Melasdorf, Kaltdorf Rulisdorf hinzu. So unterstützte Walram vor allem die Kolonisierung der slawischen Gebiete.
Er beteiligte sich 1091 an der Grundsteinlegung des Klosters Pegau, gestattete 1103 dem Georgskloster in Naumburg Wassergräben und eine Mühle anzulegen und ließ in Altkirchen südwestlich von Altenburg eine niedergebrannte Kirche aufbauen. Er verfasste die Werke Vita sancti Leonardi confessoris Christi und Miracula sancti Leonhardi, die im Abdinghofkloster aufbewahrt werden und seine Verehrung des Heiligen Leonhard zum Ausdruck bringen.